# Hapalogenys kishinouyei
Hapalogenys kishinouyei is een straalvinnige vissensoort uit de familie van grombaarzen (Hapalogenyidae). De wetenschappelijke naam van de soort is voor het eerst geldig gepubliceerd in 1906 door Smith & Pope.